# Cannabis en Chine

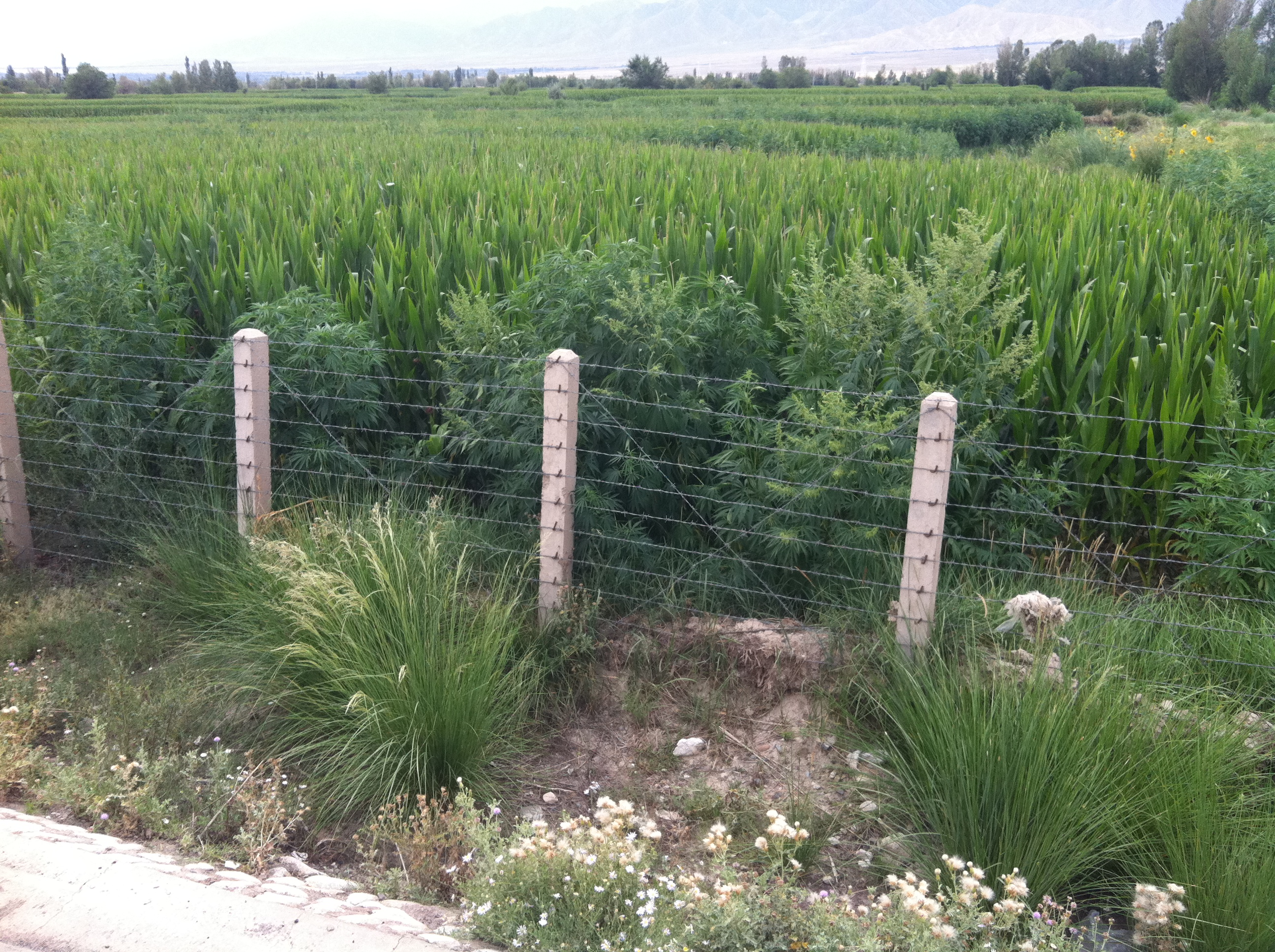
Cannabis au bord de la route, Jiuquan, Gansu

Le cannabis en Chine est illégal sauf à des fins industrielles (chanvre) et certaines formes de médecine. Historiquement, le cannabis a été utilisé en Chine pour les fibres, les graines, comme médecine traditionnelle, ainsi qu'à des fins rituelles au sein du taoïsme.

## Étymologie chinoise
Má, un mot chinois pour le cannabis, est représenté par le caractère Han 麻′. Le terme ma, utilisé pour décrire la marijuana médicale vers 2700 avant notre ère, est le plus ancien nom enregistré pour la plante de chanvre.
Le mot ma a été utilisé pour décrire la plante de cannabis bien avant l'invention de l'écriture il y a cinq mille ans. Ma pourrait partager une racine commune avec le mot proto-sémitique mrr, qui signifie « amer »[réf. nécessaire]. La preuve de la première culture humaine utilisant le cannabis a été trouvée à Taiwan′,. La prose et les poèmes chinois anciens, y compris la poésie du Shi jing (Livre des Odes), mentionnent le mot ma à plusieurs reprises. Une des premières chansons fait référence aux jeunes femmes qui tissent du ma dans leurs vêtements ′.
Le mot ma est souvent associé au mot chinois signifiant "grand" ou "grand" pour former le mot composé dama ou大麻 (dàmá) . Dama est parfois utilisé pour décrire le chanvre industriel, car il existe une connotation négative signifiant "engourdissement" associée au mot ma seul,. Les textes médicaux chinois historiques à travers la littérature médicale chinoise contemporaine du XXe siècle discutent des termes individuels pour ma, y compris mafen (麻蕡), mahua (麻花) et mabo (麻勃), se référant à des parties spécifiques des mâles et fleurs femelles d'une plante de cannabis avec des ratios de cannabinoïdes différents.

## Histoire
Il a été confirmé que le cannabis est originaire du nord-ouest de la Chine avant que les anciens Chinois n'aient domestiqué la plante en Inde et dans d'autres parties de l'Asie, en particulier la steppe d'Asie centrale en 10 000 av. J.-C.. Au XIXe siècle, la province du Xinjiang était un important producteur et exportateur de haschisch, Yarkand étant un centre majeur. Des dizaines de milliers de kilogrammes par an étaient exportés vers l'Inde britannique, légalement et sous tarif, jusqu'en 1934, date à laquelle les autorités chinoises ont interrompu le commerce légal, bien que la contrebande se soit poursuivie pendant quelques années.
Selon le ministère de la Sécurité publique en 2015, la consommation de cannabis était en hausse chez les jeunes chinois[réf. nécessaire].

## Statut légal
En 1985, la République populaire de Chine a adhéré à la Convention sur les substances psychotropes et a identifié la marijuana comme un stupéfiant dangereux, et il est illégal de la posséder ou de l'utiliser. La peine pour possession de marijuana en Chine est contestée par diverses sources, mais selon la loi sur les sanctions de l'administration de la sécurité publique, les fumeurs de marijuana seront détenus pendant 10 à 15 jours et condamnés à une amende maximale de 2 000 yuans,. Cependant, la culture du cannabis à des fins industrielles (chanvre) n'a jamais été interdite en Chine.
D'autre part, les graines de cannabis ont été répertoriées dans la pharmacopée chinoise  et le chanvre n'a jamais été interdit dans l'histoire du pays.

## Cultivation
Les plants de cannabis sont largement cultivés dans la province du Yunnan, en particulier autour de la ville de Dali. Cependant, le gouvernement du Yunnan a lancé une campagne d'éradication en 1998 pour rendre la province "sans cannabis" d'ici 2000, ce qui a entraîné moins de cannabis sauvage et cultivé commercialement. Une campagne similaire a également provoqué une hausse des prix de la marijuana au Xinjiang.

## Taoïsme
À partir du IVe siècle environ, les textes taoïstes mentionnent l'utilisation du cannabis dans les encensoirs. Needham a cité l'encyclopédie taoïste (vers 570 apr. J.-C.) Wushang Biyao無上秘要 ("Supreme Secret Essentials") selon laquelle le cannabis était ajouté aux brûleurs d'encens rituels, et a suggéré que les anciens taoïstes expérimentaient systématiquement des "fumées hallucinogènes". Le Yuanshi shangzhen zhongxian ji元始上真眾仙記 ("Records of the Assemblys of the Perfected Immortals"), qui est attribué à Ge Hong (283-343), dit :
Pour ceux qui commencent à pratiquer le Tao, il n'est pas nécessaire d'aller dans les montagnes… Certains avec de l'encens purificateur et aspergeant et balayant sont également capables d'invoquer les Immortels Perfectionnés. Les disciples de Lady Wei et de Hsu sont de ce genre.
Lady Wei Huacun 魏華存 (252-334) et Xu Mi 許謐 (303-376) ont fondé l'école taoïste de Shangqing. Les écritures de Shangqing auraient été dictées à Yang Xi (330-c. 386) dans des révélations nocturnes d'immortels, et Needham a proposé que Yang était "aidé presque certainement par le cannabis". Le Mingyi bielu名醫別錄 ("Dossiers supplémentaires de médecins célèbres"), écrit par le pharmacologue taoïste Tao Hongjing (456-536) dit : "Les graines de chanvre (麻勃) sont très peu utilisés en médecine, mais les magiciens-techniciens (shujia 術家) disent que si on les consomme avec du ginseng cela donnera une connaissance surnaturelle des événements à venir.",. Un travail médical taoïste du VIe siècle apr. J.-C., le Wuzangjing五 臟 經 ("Cinq viscères classiques") dit: "Si vous souhaitez ordonner aux apparitions démoniaques de se présenter, vous devez constamment manger les inflorescences de la plante de chanvre.".
Joseph Needham a relié les mythes sur Magu, "la demoiselle du chanvre", aux premiers usages religieux taoïstes du cannabis, soulignant que Magu était la déesse du mont Tai sacré du Shandong, où le cannabis "était censé être récolté le septième jour du septième mois, une journée de banquets de séance dans les communautés taoïstes.".

## Sources et références
1. 1 2  Wang et Shi, « Industrial Hemp: China's Experience and Global Implications », Review of Agricultural Economics, vol. 21, no 2,‎ 1999, p. 344–357 (CiteSeerx 10.1.1.868.9241)
2. ↑  Bretschneider 1895, p. 378.
3. ↑  « character 1 », Kangxi Dictionary, 1716, p. 1515
4. ↑  Hanson, Venturelli et Fleckenstein 2014, p. 408.
5. ↑  Abel 1980.
6. ↑  Barber, E.J.W., Prehistoric Textiles, Princeton University Press, 1991 (ISBN 978-0-691-00224-8), « The Development of Cloth in the Neolithic and Bronze Ages with Special Reference to the Aegean »
7. 1 2  Alan Piper, "The Mysterious Origins of the Word 'Marijuana'", Sino-Platonic Papers, 153 (July 2005)
8. ↑  Shurtleff, Huang et Aoyagi 2014, p. 45.
9. ↑  Touw, Mia, « The Religious and Medicinal Uses of Cannabis in China, India and Tibet », Journal of Psychoactive Drugs, vol. 13, no 1,‎ 1981, p. 23–34 (PMID 7024492, DOI 10.1080/02791072.1981.10471447, lire en ligne)
10. ↑  Qian, Zhang, « Healing with hemp », Shanghai Daily, 8 février 2014
11. ↑  Brand, E. Joseph et Zhao, Zhongzhen, « Cannabis in Chinese Medicine: Are Some Traditional Indications Referenced in Ancient Literature Related to Cannabinoids? », Frontiers in Pharmacology, vol. 8,‎ 10 mars 2017, p. 108 (PMID 28344554, PMCID 5345167, DOI 10.3389/fphar.2017.00108)
12. ↑  Metcalfe, « Cannabis originated in China, genetic analysis reveals », 17 juillet 2021
13. ↑  Journal of the Society of Arts, The Society, 1871, 647– (lire en ligne)
14. ↑  S. Frederick Starr, Xinjiang: China's Muslim Borderland: China's Muslim Borderland, Taylor & Francis, 4 mars 2015, 364– (ISBN 978-1-317-45136-5, lire en ligne)
15. ↑  « Public Security Administration Punishment Law of The People's Republic of China, Article 72 »
16. ↑  (en-GB) « Cannabis Use in China – Laws, History, Uses and More Info », Sensi Seeds (consulté le 2 décembre 2020)
17. ↑  (en) Riboulet-Zemouli, « 'Cannabis' ontologies I: Conceptual issues with Cannabis and cannabinoids terminology », Drug Science, Policy and Law, vol. 6,‎ 2020, p. 205032452094579 (ISSN 2050-3245, DOI 10.1177/2050324520945797, S2CID 234435350, lire en ligne)
18. ↑  Wang et Shi, « Industrial Hemp: China's Experience and Global Implications. », Review of Agricultural Economics, vol. 21, no 2,‎ 1999, p. 344–357
19. ↑  Allen, Greg, « China High », Cannabis Culture, 1er mai 1999
20. ↑  Alain Labrousse et Laurent Laniel, The World Geopolitics of Drugs, 1999/1999, 29 juin 2013 (ISBN 9789401735056, lire en ligne)
21. ↑  Needham and Lu (1974), p. 150. From ancient Chinese fumigation techniques with "toxic smokes" for pests and "holy smokes" for demons, "what started as a 'smoking out' of undesirable things, changed now to a 'smoking in' of heavenly things into oneself."
22. ↑  Needham and Lu (1974), p. 152.
23. ↑  Richard Rudgley, The Encyclopedia of Psychoactive Substances, Little, Brown and Company, 1998 (lire en ligne [archive du 9 mars 2009])
24. ↑  Needham and Lu (1974), p. 151.
25. ↑  Joseph Needham, Ho Ping-Yu, and Lu Gwei-djen (1980). Science and Civilisation in China: Volume 5, Chemistry and Chemical Technology; Part 4, Spagyrical Discovery and Invention. Cambridge University Press, p. 213.
26. ↑  Needham, Joseph. 1974. Science and Civilisation in China: Volume 5, Chemistry and Chemical Technology; Part 2, Spagyrical Discovery and Invention: Magisteries of Gold and Immortality. Cambridge University Press, p. 152

## Sources
- Ernest L. Abel, Marihuana: the first twelve thousand years, New York City, Plenum Publishers, 1980 (ISBN 978-0-306-40496-2), « Cannabis in the Ancient World »
- Emil Bretschneider, Botanicon Sinicum: Notes on Chinese Botany from Native and Western Sources. Part III, Botanical Investigations in the Materia Medica of the Ancient Chinese, Kelly & Walsh, 1895 (lire en ligne)
- Robert Clarke et Mark Merlin, Cannabis: Evolution and Ethnobotany, University of California Press, 1er septembre 2013, 135–198 p. (ISBN 978-0-520-95457-1, OCLC 927967115), « History of use of Cannabis use for fiber »
- Glen R. Hanson, Peter J. Venturelli et Annette E. Fleckenstein, Drugs and Society, Jones & Bartlett Publishers, 2014 (ISBN 978-1-284-05478-1), « Marijuana »
- William Shurtleff, H.T. Huang et Akiko Aoyagi, History of Soybeans and Soyfoods in China and Taiwan, and in Chinese Cookbooks, Restaurants, and Chinese Work with Soyfoods Outside China (1024 BCE to 2014), Soyinfo Center, 22 juin 2014 (ISBN 978-1-928-91468-6, lire en ligne)